# سيرغي كيسليتسيا
سيرغي كيسليتسيا (بالأوكرانية: Сергій Олегович Кислиця)‏؛ (15 أغسطس 1969) هو دبلوماسي وسفير أوكراني، ومفوض لأوكرانيا وممثل دائم لها لدى الأمم المتحدة. شغل سابقًا منصب نائب وزير الخارجية من عام 2014 إلى 2019.

## النشأة والتعليم
ولد في كييف، أوكرانيا في 15 آب/ أغسطس 1969، تخرج بامتياز من جامعة تاراس شيفتشينكو الوطنية في كييف بدرجة ماجستير في الآداب في القانون الدولي. يجيد الأوكرانية والإنجليزية والروسية والإسبانية والفرنسية.

## روابط خارجية
- سيرهي كيسليتسيا على موقع IMDb (الإنجليزية)